# Vlada Avramov
Vlada Avramov (sinh ngày 5 tháng 4 năm 1979) là một cựu cầu thủ bóng đá người Serbia.

## Đội tuyển bóng đá quốc gia Serbia
Vlada Avramov thi đấu cho đội tuyển bóng đá quốc gia Serbia từ năm 2007.

## Thống kê sự nghiệp
| Đội tuyển bóng đá Serbia | Đội tuyển bóng đá Serbia | Đội tuyển bóng đá Serbia |
| Năm                      | Trận                     | Bàn                      |
| ------------------------ | ------------------------ | ------------------------ |
| 2007                     | 2                        | 0                        |
| Tổng cộng                | 2                        | 0                        |